# Dendronephthya sinensis
Dendronephthya sinensis is een zachte koraalsoort uit de familie Nephtheidae. De koraalsoort komt uit het geslacht Dendronephthya. Dendronephthya sinensis werd in 1900 voor het eerst wetenschappelijk beschreven door Pütter. 